# Enallagma sulcatum
Enallagma sulcatum là một loài chuồn chuồn kim trong họ Coenagrionidae.
Enallagma sulcatum được Williamson miêu tả khoa học năm 1922.